# Jazz Band Ball Orchestra
Jazz Band Ball Orchestra (także Jazz Band Ball, w skrócie JBBO) – polski zespół muzyczny wykonujący jazz tradycyjny, uważany za najstarszy polski zespół wykonujący ten gatunek muzyki. Powstał w Krakowie w listopadzie 1962 roku. Inicjatorem powstania grupy był Jan Kudyk, a w jej skład weszli studenci krakowskiej Wyższej Szkoły Muzycznej.

## Skład
W pierwszym składzie Jazz Band Ball Orchestra znaleźli się:
- Jan Boba (fortepian),
- Jacek Brzycki (perkusja),
- Zdzisław Garlej (puzon),
- Jan Kudyk – lider zespołu (trąbka, wokal),
- Ryszard Kwaśniewski (klarnet),
- Marek Podkanowicz (banjo),
- Tadeusz Wójcik (kontrabas).

W zespole pojawili się też tacy muzycy, jak: 
- Jerzy Bezucha (perkusja),
- Jan Bigaj (perkusja),
- Jacek Boratyński (kontrabas),
- Michał Bylica (trąbka i wokalista),
- Andrzej Czechowski (puzon),
- Andrzej Czernicki (perkusja),
- Andrzej Dutkiewicz(kontrabas),
- Zdzisław Gogulski (perkusja),
- Zygmunt Górecki (klarnet),
- Leszek Jarmuła (banjo),
- Wacław Kozłowski (perkusja),
- Antoni Krupa (banjo),
- Igor Kubala (perkusja),
- Sławomir Kula (klarnet),
- Wiesław Kuprowski (klarnet),
- Henryk Lisowski (perkusja),
- Bogdan Wysocki (trąbka i wokalista).

Aktualnie w zespole grają:
- Wojtek Groborz (pianista i aranżer),
- Wiesław Jamioł (perkusista),
- Marek Michalak (puzonista i wokalista),
- Michał Bylica (trąbka i wokalista),
- Jarosław Kaczmarczyk (klarnecista, saksofonista tenorowy, wokalista).

## Działalność zespołu
Pierwszym oficjalnym występem grupy był udział w konkursie Amatorskich Zespołów Jazzowych Polski Południowej zakończony sukcesem – zajęciem I miejsca i zdobyciem nagrody Ministerstwa Kultury i Sztuki. Jazz-band z powodzeniem zaczął występy na festiwalach profesjonalnych muzyków jazzowych (Jazz nad Odrą we Wrocławiu w 1963, Międzynarodowy Festiwal Muzyki Jazzowej Jazz Jamboree w Warszawie w 1965, 1966, 1969 i 1976, Old Meeting Jazz w Warszawie w latach 1976–78 i 1980–81). Koncertował też poza granicami kraju (Austria, Czechosłowacja, Dania, Francja, NRD, RFN, Szwecja, USA, Wyspy Kanaryjskie) i brał udział w zagranicznych festiwalach, m.in. North Sea Jazz Festival w Hadze (Holandia), Dixieland Meeting w Obernhausen (RFN), a także wielokrotnie w amerykańskim Dixieland Jazz Jubilee w Sacramento.
Jazz Band Ball Orchestra współpracował m.in. z amerykańskim trębaczem jazzowym Wallace'em Davenportem, z którym wspólnie zagrał na Jazz Jamboree w 1969 i 1976 roku. Zespół brał ponadto udział w licznych programach telewizyjnych i audycjach radiowych.
Muzyka Jazz Band Ball Orchestry to mieszanka swingu i bluesa oparta na solidnych podstawach jazzu nowoorleańskiego z domieszką folkloru rodzimego i zagranicznego. Oprócz standardów jazzowych grupa wykonuje kompozycje autorskie.
Obecnie Jazz Band Ball koncertuje w wielu miastach Polski, a także za granicą (m.in. w Niemczech).

### Nagrody
- 1962 – I miejsce w konkursie Amatorskich Zespołów Jazzowych Polski Południowej, nagroda Ministerstwa Kultury i Sztuki
- 1963 – główna nagroda w kategorii zespołów jazzowych na Studenckim Festiwalu Jazzowym Jazz nad Odrą

### Dyskografia (wybór)
- Jazz Band Ball
- Jazz Band Ball Orchestra
- 1965 – Amatour Jazz Festival
- 1975 – Home
- Head Dizziness
- Jazz Band Ball Orchestra feat. Wallace Davenport & Angi Domdey
- Tribute To Duke Ellington
- Harbour Jazz Club Live
- 1975 – We Love Jazz
- 1977 Old Jazz Meeting
- Tenth Flight To Sacramento
- Flying Home
- Take The "A" Train
- Choo Choo Boogie
- Do You Know What It Means To Miss... Sacramento
- Harbour Jazz Club Live/2
- Swing aus Polen
- Jazz Band Ball Orchestra: Polish Jazz nr 5
- Plays Fantastic
- 1993 – What's New
- 1995 – Highlights and News
- 1998 – Jazz Band Ball Orchestra: 35 Years With Guests: Sylvia Droste & Kenny Ball - live - Cracow Jazz Festival '97
- 1999 – Sacramento Silver Jazz Jubilee
- The Best Of Jazz Band Ball Orchestra '89-'97
- 2001 – Old Jazz Meeting Iława
- 2002 – Blue Lou - 40 years
- 2002 – The Other Side Of Blue (z Jean Shy)
- 2007 - Jazz Band Ball Orchestra  45 years after - live - materiał nagrany 14 i 15 września 2007 w Mile Stone Jazz Club

### Repertuar (wybór)
- Atlanta Blues (muz. W. C. Handy)
- Basin Street Blues (muz. Spencer Williams)
- Big shoe (muz. Duke Ellington)
- Caravan (Juan Tizol, Duke Ellington, Irving Mills)
- Sugar blues (Clarence Williams)
- Black and Blue (muz. Thomas (Fats) Waller, sł. Andy Razaf)
- Blueberry hill (muz. Al Lewis, Vincent Rose, Larry Stock)
- Chim, Chim, Cheree (muz. R.M. Sherman, sł. Krzysztof Dzikowski)
- Coffin blues (muz. Jimmie Cox)
- Dedicated to Duke (muz. J. Boba)
- Don't Get Around Much Anymore (muz. D. Ellington, sł. Bob Russell)
- Flying home (muz. Benny Goodman, Lionel Hampton, Leo Robin)
- Happy end (muz. Marek Sart)
- Hava nagila (muz. trad., sł. Abraham D. Idelson)
- I Got the Boogie (muz. Angie Domdey)
- I Love Jazz
- I Love You Samantha (muz. Cole Porter)
- I've got a Rhythm
- Ixi zamiast Dixi (muz. J. Kudyk, J. Boba, Z. Górecki)
- Jumping at the Woodside (muz. Count Basie)
- Komplet (muz. J. Kudyk)
- Lady Be Good (muz. George Gershwin)
- O.K. you win (muz. i sł. trad.)
- Solitude (muz. Eddie DeLange, D. Ellington, Irving Mills)
- Stompin' at the Savoy (muz. B. Goodman, J. Webb)
- Sweet Georgia Brown (muz. Maceo Pinkard, Kenneth Casey, Ben Bernie)
- Take the 'A' Train (muz. D. Ellington, Billy Strayhorn)
- What a Wonderful World (muz. Bob Thiele, George David Weiss)